# King of the Distant Forest
King of the Distant Forest är det svenska viking metal-bandet Mithotyns andra studioalbum, utgivet den 6 oktober 1998 genom skivbolaget Invasion Records.

## Låtförteckning
1. "King of the Distant Forest" – 5:19
2. "Hail Me" – 6:37
3. "From the Frozen Plains" – 5:49
4. "On Misty Pathways" – 5:13
5. "The Legacy" – 5:28
6. "Trollvisa" – 1:53
7. "Under the Banner" – 5:36
8. "We March" – 5:44
9. "The Vengeance" – 5:54
10. "Masters of Wilderness" – 5:41
11. "In a Time of Tales" – 3:33

## Medverkande
Musiker (Mithotyn-medlemmar)
- Stefan Weinerhall – gitarr, bakgrundssång
- Karl Beckmann – gitarr, keyboard, bakgrundssång
- Rickard Martinsson – basgitarr, sång, bakgrundssång
- Karsten Larsson – trummor

Produktion
- Andy LaRocque – producent, ljudtekniker, ljudmix
- M.M. – omslagskonst
- Fredrik Rydberg – foto
- Ola Larsson – logo